# Sanicula elongata
Sanicula elongata är en flockblommig växtart som beskrevs av Kun Tsun Fu. Sanicula elongata ingår i släktet sårläkor, och familjen flockblommiga växter. Inga underarter finns listade i Catalogue of Life.